# Пушкинская (станция метро, Ташкент)
«Пушкинская» (узб. Pushkin) — станция Ташкентского метрополитена.
Пущена в эксплуатацию 18 августа 1980 года в составе второго участка Чиланзарской линии : «Октябрьской Революции» — «Максима Горького».
Расположена между станциями : «Хамида Алимджана» и «Буюк Ипак йули».

## История
Станция названа в честь великого русского поэта — Александра Сергеевича Пушкина.

## Характеристика
Станция : колонная, трехпролётная, мелкого заложения с двумя подземными вестибюлями. 
Имеет пересадку на станцию «Салар» чинаркентского направления железной дороги.

## Оформление
Мраморные колонны станции в верхней части украшены светильниками выполненными в виде гирлянд свечей (художница Ирена Липиене). Такие же по стилю свечи украшают стены лестничных спусков к платформе, они установлены на литых чугунных кронштейнах.
Стены станции украшают бронзовые панно, на одном из них изображён «А. С. Пушкин» (скульптор : И. Липас).
Пол станции выложен полированным серым гранитом, стены станции, а также колонны в вестибюле облицованы мрамором белого и розового оттенков.